# Kings of Leon/Auszeichnungen für Musikverkäufe

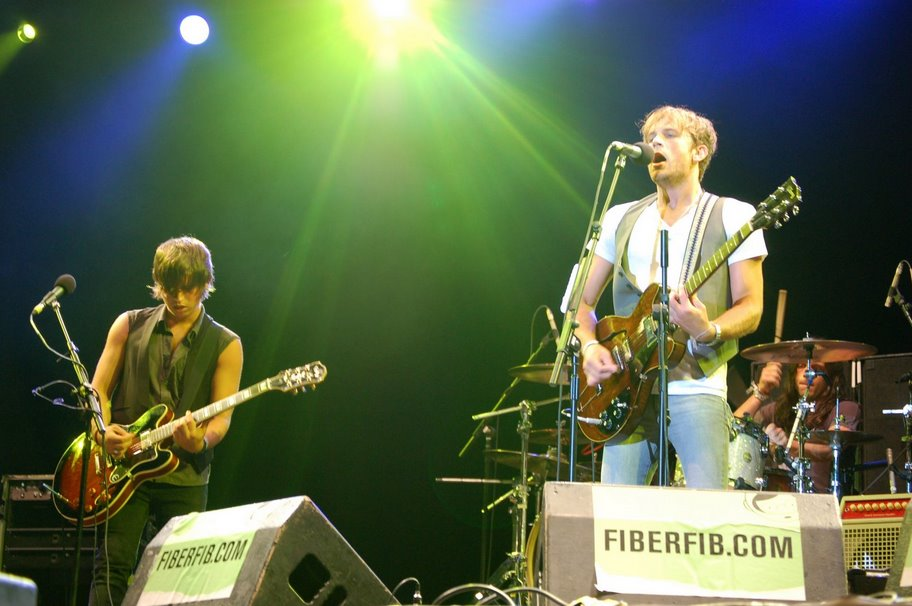
Kings of Leon live (2007)

Dies ist eine Übersicht über die Auszeichnungen für Musikverkäufe der US-amerikanischen Rock-Musikgruppe Kings of Leon. Die Auszeichnungen finden sich nach ihrer Art (Gold, Platin usw.), nach Staaten getrennt in chronologischer Reihenfolge, geordnet sowie nach den Tonträgern selbst, ebenfalls in chronologischer Reihenfolge, getrennt nach Medium (Alben, Singles usw.), wieder.

## Auszeichnungen
| - Vereinigtes Königreich - 2013: für das Album Youth & Young Manhood / Aha Shake Heartbreak - 2020: für die Single Supersoaker - 2020: für die Single On Call - 2020: für die Single Molly’s Chambers - 2021: für die Single Walls - 2022: für die Single Find Me - 2023: für die Single Wait for Me - 2023: für das Album When You See Yourself - 2023: für die Single Manhattan - 2024: für die Single Notion - 2024: für das Lied Be Somebody - Australien - 2008: für das Album Youth & Young Manhood / Aha Shake Heartbreak - 2011: für das Videoalbum Talihina Sky - 2013: für das Album Mechanical Bull - 2020: für die Single Manhattan - 2020: für die Single Notion - 2020: für die Single Pyro - Belgien - 2009: für die Single Use Somebody - 2009: für das Album Because of the Times - 2010: für das Album Come Around Sundown - Dänemark - 2013: für das Streaming Sex on Fire - 2014: für das Streaming Use Somebody - Deutschland - 2013: für das Album Because of the Times - 2019: für das Album Mechanical Bull - Finnland - 2009: für das Album Only by the Night - 2009: für die Single Sex on Fire - 2010: für das Album Come Around Sundown - Irland - 2009: für das Videoalbum Live at the O2 London, England - 2013: für das Album Mechanical Bull - Italien - 2016: für die Single Use Somebody - 2017: für das Album Only by the Night - Kanada - 2017: für das Album Walls - Mexiko - 2019: für die Single Waste a Moment - 2019: für das Album Mechanical Bull - 2020: für die Single Find Me - 2020: für das Lied Closer - 2020: für die Single Supersoaker - 2020: für die Single Wait for Me - 2023: für das Album Walls - Neuseeland - 2006: für das Album Aha Shake Heartbreak - 2009: für das Videoalbum Live at the O2 London, England - 2014: für die Single Radioactive - 2016: für die Single Fans - Niederlande - 2011: für das Album Come Around Sundown - Österreich - 2011: für die Single Use Somebody - 2013: für das Album Mechanical Bull - Polen - 2013: für das Album Mechanical Bull - Portugal - 2010: für das Album Come Around Sundown - 2013: für das Album Mechanical Bull - Schweden - 2009: für das Album Only by the Night - 2010: für die Single Use Somebody - 2011: für die Single Sex on Fire - Schweiz - 2009: für das Album Only by the Night - 2010: für die Single Use Somebody - Spanien - 2024: für die Single Use Somebody - Vereinigte Staaten - 2010: für das Videoalbum Live at the O2 London, England - 2011: für das Album Come Around Sundown - Vereinigtes Königreich - 2013: für das Album Boxed - 2023: für die Single Revelry - 2024: für die Single The Bucket - 2024: für die Single Pyro - 2024: für die Single Radioactive - 2024: für die Single Fans | - Australien - 2020: für die Single Radioactive - 2020: für die Single Revelry - Belgien - 2011: für die Single Sex on Fire - Dänemark - 2011: für die Single Use Somebody - 2018: für das Album Come Around Sundown - Deutschland - 2013: für das Album Come Around Sundown - 2024: für die Single Use Somebody - Europa - 2010: für das Album Come Around Sundown - GCC - 2009: für das Album Only by the Night - Italien - 2018: für die Single Sex on Fire - Kanada - 2011: für das Album Come Around Sundown - 2017: für das Album Mechanical Bull - Mexiko - 2020: für das Album Only by the Night - 2022: für die Single Pyro - Neuseeland - 2021: für die Single Revelry - 2022: für das Album Mechanical Bull - 2023: für die Single On Call - 2023: für die Single Waste a Moment - 2024: für das Album Walls - Niederlande - 2009: für das Album Only by the Night - Österreich - 2014: für die Single Sex on Fire - 2016: für das Album Come Around Sundown - Polen - 2010: für das Album Come Around Sundown - 2023: für das Album Walls - Südafrika - 2009: für das Album Only by the Night - Vereinigte Staaten - 2009: für die Single Use Somebody - 2009: für die Single Sex on Fire - Vereinigtes Königreich - 2013: für das Videoalbum Live at the O2 London, England - 2015: für das Album Mechanical Bull - 2024: für das Album Walls - 2025: für die Single Waste a Moment - 2025: für das Lied Closer - Australien - 2008: für das Album Aha Shake Heartbreak - 2009: für das Album Because of the Times - 2011: für das Album Come Around Sundown - Belgien - 2010: für das Album Only by the Night - Dänemark - 2022: für die Single Sex on Fire - Irland - 2007: für das Album Aha Shake Heartbreak - Neuseeland - 2020: für das Album Because of the Times - 2021: für das Album Come Around Sundown - 2024: für das Lied Closer - Österreich - 2016: für das Album Only by the Night - Spanien - 2024: für die Single Sex on Fire - Vereinigte Staaten - 2011: für das Album Only by the Night - Vereinigtes Königreich - 2013: für das Album Aha Shake Heartbreak - 2013: für das Album Youth & Young Manhood - Mexiko - 2013: für die Single Use Somebody | - Australien - 2009: für das Album Youth & Young Manhood - Deutschland - 2016: für das Album Only by the Night - 2023: für die Single Sex on Fire - Europa - 2009: für das Album Only by the Night - Irland - 2007: für das Album Because of the Times - 2010: für das Album Come Around Sundown - Vereinigtes Königreich - 2015: für das Album Come Around Sundown - 2015: für das Album Because of the Times - Mexiko - 2023: für die Single Sex on Fire - Kanada - 2011: für das Album Only by the Night - Polen - 2024: für das Album Only by the Night - Portugal - 2024: für die Single Sex on Fire - Australien - 2020: für die Single Use Somebody - Dänemark - 2025: für das Album Only by the Night - Irland - 2008: für das Album Only by the Night - Vereinigtes Königreich - 2025: für die Single Use Somebody - Australien - 2011: für das Videoalbum Live at the O2 London, England - Neuseeland - 2025: für die Single Use Somebody - Vereinigtes Königreich - 2025: für die Single Sex on Fire - Neuseeland - 2025: für das Album Only by the Night - 2025: für die Single Sex on Fire - Vereinigtes Königreich - 2019: für das Album Only by the Night - Australien - 2022: für das Album Only by the Night - Australien - 2024: für die Single Sex on Fire - Mexiko - 2023: für die Single Sex on Fire |

## Auszeichnungen nach Alben

### Youth & Young Manhood
| Land/Region                  | Auszeichnungen für Musikverkäufe (Land/Region, Auszeichnung, Verkäufe) | Verkäufe |
| ---------------------------- | ---------------------------------------------------------------------- | -------- |
| Australien (ARIA)            | 3× Platin                                                              | 210.000  |
| Vereinigtes Königreich (BPI) | 2× Platin                                                              | 600.000  |
| Insgesamt                    | 5× Platin ·                                                            | 810.000  |

### Aha Shake Heartbreak
| Land/Region                  | Auszeichnungen für Musikverkäufe (Land/Region, Auszeichnung, Verkäufe) | Verkäufe |
| ---------------------------- | ---------------------------------------------------------------------- | -------- |
| Australien (ARIA)            | 2× Platin                                                              | 140.000  |
| Irland (IRMA)                | 2× Platin                                                              | 30.000   |
| Neuseeland (RMNZ)            | Gold                                                                   | 7.500    |
| Vereinigtes Königreich (BPI) | 2× Platin                                                              | 600.000  |
| Insgesamt                    | 1× Gold · 6× Platin ·                                                  | 777.500  |

### Because of the Times
| Land/Region                  | Auszeichnungen für Musikverkäufe (Land/Region, Auszeichnung, Verkäufe) | Verkäufe  |
| ---------------------------- | ---------------------------------------------------------------------- | --------- |
| Australien (ARIA)            | 2× Platin                                                              | 140.000   |
| Belgien (BRMA)               | Gold                                                                   | 15.000    |
| Deutschland (BVMI)           | Gold                                                                   | 100.000   |
| Irland (IRMA)                | 3× Platin                                                              | 45.000    |
| Neuseeland (RMNZ)            | 2× Platin                                                              | 30.000    |
| Vereinigtes Königreich (BPI) | 3× Platin                                                              | 900.000   |
| Insgesamt                    | 2× Gold · 10× Platin ·                                                 | 1.230.000 |

### Youth & Young Manhood / Aha Shake Heartbreak
| Land/Region                  | Auszeichnungen für Musikverkäufe (Land/Region, Auszeichnung, Verkäufe) | Verkäufe |
| ---------------------------- | ---------------------------------------------------------------------- | -------- |
| Australien (ARIA)            | Gold                                                                   | 35.000   |
| Vereinigtes Königreich (BPI) | Silber                                                                 | 60.000   |
| Insgesamt                    | 1× Silber · 1× Gold ·                                                  | 95.000   |

### Only by the Night
| Land/Region                  | Auszeichnungen für Musikverkäufe (Land/Region, Auszeichnung, Verkäufe) | Verkäufe    |
| ---------------------------- | ---------------------------------------------------------------------- | ----------- |
| Australien (ARIA)            | 11× Platin                                                             | 770.000     |
| Belgien (BRMA)               | 2× Platin                                                              | 60.000      |
| Dänemark (IFPI)              | 5× Platin                                                              | 100.000     |
| Deutschland (BVMI)           | 3× Platin                                                              | 600.000     |
| Europa (IFPI)                | 3× Platin                                                              | (3.000.000) |
| Finnland (IFPI)              | Gold                                                                   | 12.344      |
| Golf-Kooperationsrat (IFPI)  | Platin                                                                 | 6.000       |
| Irland (IRMA)                | 5× Platin                                                              | 75.000      |
| Italien (FIMI)               | Gold                                                                   | 35.000      |
| Kanada (MC)                  | 4× Platin                                                              | 320.000     |
| Mexiko (AMPROFON)            | Platin                                                                 | 80.000      |
| Neuseeland (RMNZ)            | 9× Platin                                                              | 135.000     |
| Niederlande (NVPI)           | Platin                                                                 | 60.000      |
| Österreich (IFPI)            | 2× Platin                                                              | 40.000      |
| Polen (ZPAV)                 | 4× Platin                                                              | 80.000      |
| Schweden (IFPI)              | Gold                                                                   | 20.000      |
| Schweiz (IFPI)               | Gold                                                                   | 15.000      |
| Südafrika (RISA)             | Platin                                                                 | 40.000      |
| Vereinigte Staaten (RIAA)    | 2× Platin                                                              | 2.500.000   |
| Vereinigtes Königreich (BPI) | 10× Platin                                                             | 3.000.000   |
| Insgesamt                    | 4× Gold · 64× Platin ·                                                 | 7.936.000   |

### Boxed
| Land/Region                  | Auszeichnungen für Musikverkäufe (Land/Region, Auszeichnung, Verkäufe) | Verkäufe |
| ---------------------------- | ---------------------------------------------------------------------- | -------- |
| Vereinigtes Königreich (BPI) | Gold                                                                   | 100.000  |
| Insgesamt                    | 1× Gold ·                                                              | 100.000  |

### Come Around Sundown
| Land/Region                  | Auszeichnungen für Musikverkäufe (Land/Region, Auszeichnung, Verkäufe) | Verkäufe    |
| ---------------------------- | ---------------------------------------------------------------------- | ----------- |
| Australien (ARIA)            | 2× Platin                                                              | 140.000     |
| Belgien (BRMA)               | Gold                                                                   | 15.000      |
| Dänemark (IFPI)              | Platin                                                                 | 20.000      |
| Deutschland (BVMI)           | Platin                                                                 | 200.000     |
| Europa (IFPI)                | Platin                                                                 | (1.000.000) |
| Finnland (IFPI)              | Gold                                                                   | 10.803      |
| Irland (IRMA)                | 3× Platin                                                              | 45.000      |
| Kanada (MC)                  | Platin                                                                 | 80.000      |
| Neuseeland (RMNZ)            | 2× Platin                                                              | 30.000      |
| Niederlande (NVPI)           | Gold                                                                   | 25.000      |
| Österreich (IFPI)            | Platin                                                                 | 20.000      |
| Polen (ZPAV)                 | Platin                                                                 | 20.000      |
| Portugal (AFP)               | Gold                                                                   | 10.000      |
| Vereinigte Staaten (RIAA)    | Gold                                                                   | 776.000     |
| Vereinigtes Königreich (BPI) | 3× Platin                                                              | 900.000     |
| Insgesamt                    | 5× Gold · 16× Platin ·                                                 | 2.291.000   |

### Mechanical Bull
| Land/Region                  | Auszeichnungen für Musikverkäufe (Land/Region, Auszeichnung, Verkäufe) | Verkäufe |
| ---------------------------- | ---------------------------------------------------------------------- | -------- |
| Australien (ARIA)            | Gold                                                                   | 35.000   |
| Deutschland (BVMI)           | Gold                                                                   | 100.000  |
| Irland (IRMA)                | Gold                                                                   | 7.500    |
| Kanada (MC)                  | Platin                                                                 | 80.000   |
| Mexiko (AMPROFON)            | Gold                                                                   | 30.000   |
| Neuseeland (RMNZ)            | Platin                                                                 | 15.000   |
| Österreich (IFPI)            | Gold                                                                   | 7.500    |
| Polen (ZPAV)                 | Gold                                                                   | 10.000   |
| Portugal (AFP)               | Gold                                                                   | 7.500    |
| Vereinigte Staaten (RIAA)    | —                                                                      | 347.000  |
| Vereinigtes Königreich (BPI) | Platin                                                                 | 300.000  |
| Insgesamt                    | 7× Gold · 3× Platin ·                                                  | 939.500  |

### Walls
| Land/Region                  | Auszeichnungen für Musikverkäufe (Land/Region, Auszeichnung, Verkäufe) | Verkäufe |
| ---------------------------- | ---------------------------------------------------------------------- | -------- |
| Kanada (MC)                  | Gold                                                                   | 40.000   |
| Mexiko (AMPROFON)            | Gold                                                                   | 30.000   |
| Neuseeland (RMNZ)            | Platin                                                                 | 15.000   |
| Polen (ZPAV)                 | Platin                                                                 | 20.000   |
| Vereinigtes Königreich (BPI) | Platin                                                                 | 300.000  |
| Insgesamt                    | 2× Gold · 3× Platin ·                                                  | 405.000  |

### When You See Yourself
| Land/Region                  | Auszeichnungen für Musikverkäufe (Land/Region, Auszeichnung, Verkäufe) | Verkäufe |
| ---------------------------- | ---------------------------------------------------------------------- | -------- |
| Vereinigtes Königreich (BPI) | Silber                                                                 | 60.000   |
| Insgesamt                    | 1× Silber ·                                                            | 60.000   |

## Auszeichnungen nach Singles

### Molly’s Chambers
| Land/Region                  | Auszeichnungen für Musikverkäufe (Land/Region, Auszeichnung, Verkäufe) | Verkäufe |
| ---------------------------- | ---------------------------------------------------------------------- | -------- |
| Vereinigtes Königreich (BPI) | Silber                                                                 | 200.000  |
| Insgesamt                    | 1× Silber ·                                                            | 200.000  |

### The Bucket
| Land/Region                  | Auszeichnungen für Musikverkäufe (Land/Region, Auszeichnung, Verkäufe) | Verkäufe |
| ---------------------------- | ---------------------------------------------------------------------- | -------- |
| Vereinigtes Königreich (BPI) | Gold                                                                   | 400.000  |
| Insgesamt                    | 1× Gold ·                                                              | 400.000  |

### On Call
| Land/Region                  | Auszeichnungen für Musikverkäufe (Land/Region, Auszeichnung, Verkäufe) | Verkäufe |
| ---------------------------- | ---------------------------------------------------------------------- | -------- |
| Neuseeland (RMNZ)            | Platin                                                                 | 30.000   |
| Vereinigtes Königreich (BPI) | Silber                                                                 | 218.000  |
| Insgesamt                    | 1× Silber · 1× Platin ·                                                | 248.000  |

### Fans
| Land/Region                  | Auszeichnungen für Musikverkäufe (Land/Region, Auszeichnung, Verkäufe) | Verkäufe |
| ---------------------------- | ---------------------------------------------------------------------- | -------- |
| Neuseeland (RMNZ)            | Gold                                                                   | 7.500    |
| Vereinigtes Königreich (BPI) | Gold                                                                   | 400.000  |
| Insgesamt                    | 2× Gold ·                                                              | 407.500  |

### Manhattan
| Land/Region                  | Auszeichnungen für Musikverkäufe (Land/Region, Auszeichnung, Verkäufe) | Verkäufe |
| ---------------------------- | ---------------------------------------------------------------------- | -------- |
| Australien (ARIA)            | Gold                                                                   | 35.000   |
| Vereinigtes Königreich (BPI) | Silber                                                                 | 200.000  |
| Insgesamt                    | 1× Silber · 1× Gold ·                                                  | 235.000  |

### Sex on Fire
| Land/Region                  | Auszeichnungen für Musikverkäufe (Land/Region, Auszeichnung, Verkäufe) | Verkäufe  |
| ---------------------------- | ---------------------------------------------------------------------- | --------- |
| Australien (ARIA)            | 16× Platin                                                             | 1.120.000 |
| Belgien (BRMA)               | Platin                                                                 | 30.000    |
| Dänemark (IFPI)              | 2× Platin                                                              | 180.000   |
| Deutschland (BVMI)           | 3× Platin                                                              | 900.000   |
| Finnland (IFPI)              | Gold                                                                   | 6.752     |
| Italien (FIMI)               | Platin                                                                 | 50.000    |
| Mexiko (AMPROFON)            | Diamant · + 7× Gold                                                    | 510.000   |
| Neuseeland (RMNZ)            | 9× Platin                                                              | 270.000   |
| Österreich (IFPI)            | Platin                                                                 | 30.000    |
| Portugal (AFP)               | 4× Platin                                                              | 40.000    |
| Schweden (IFPI)              | Gold                                                                   | 20.000    |
| Spanien (Promusicae)         | 2× Platin                                                              | 120.000   |
| Vereinigte Staaten (RIAA)    | Platin                                                                 | 1.000.000 |
| Vereinigtes Königreich (BPI) | 7× Platin                                                              | 4.200.000 |
| Insgesamt                    | 3× Gold · 50× Platin · 1× Diamant ·                                    | 8.491.752 |

### Use Somebody
| Land/Region                  | Auszeichnungen für Musikverkäufe (Land/Region, Auszeichnung, Verkäufe) | Verkäufe  |
| ---------------------------- | ---------------------------------------------------------------------- | --------- |
| Australien (ARIA)            | 5× Platin                                                              | 350.000   |
| Belgien (BRMA)               | Gold                                                                   | 15.000    |
| Dänemark (IFPI)              | Platin                                                                 | 30.000    |
| Deutschland (BVMI)           | Platin                                                                 | 600.000   |
| Italien (FIMI)               | Gold                                                                   | 10.000    |
| Mexiko (AMPROFON)            | 5× Gold                                                                | 150.000   |
| Neuseeland (RMNZ)            | 6× Platin                                                              | 180.000   |
| Österreich (IFPI)            | Gold                                                                   | 15.000    |
| Schweden (IFPI)              | Gold                                                                   | 20.000    |
| Schweiz (IFPI)               | Gold                                                                   | 15.000    |
| Spanien (Promusicae)         | Gold                                                                   | 30.000    |
| Vereinigte Staaten (RIAA)    | Platin                                                                 | 1.000.000 |
| Vereinigtes Königreich (BPI) | 5× Platin                                                              | 3.000.000 |
| Insgesamt                    | 7× Gold · 21× Platin ·                                                 | 5.430.000 |

### Revelry
| Land/Region                  | Auszeichnungen für Musikverkäufe (Land/Region, Auszeichnung, Verkäufe) | Verkäufe |
| ---------------------------- | ---------------------------------------------------------------------- | -------- |
| Australien (ARIA)            | Platin                                                                 | 70.000   |
| Neuseeland (RMNZ)            | Platin                                                                 | 30.000   |
| Vereinigtes Königreich (BPI) | Gold                                                                   | 400.000  |
| Insgesamt                    | 1× Gold · 2× Platin ·                                                  | 500.000  |

### Notion
| Land/Region                  | Auszeichnungen für Musikverkäufe (Land/Region, Auszeichnung, Verkäufe) | Verkäufe |
| ---------------------------- | ---------------------------------------------------------------------- | -------- |
| Australien (ARIA)            | Gold                                                                   | 35.000   |
| Vereinigtes Königreich (BPI) | Silber                                                                 | 200.000  |
| Insgesamt                    | 1× Silber · 1× Gold ·                                                  | 235.000  |

### Radioactive
| Land/Region                  | Auszeichnungen für Musikverkäufe (Land/Region, Auszeichnung, Verkäufe) | Verkäufe |
| ---------------------------- | ---------------------------------------------------------------------- | -------- |
| Australien (ARIA)            | Platin                                                                 | 70.000   |
| Neuseeland (RMNZ)            | Gold                                                                   | 7.500    |
| Vereinigtes Königreich (BPI) | Gold                                                                   | 400.000  |
| Insgesamt                    | 2× Gold · 1× Platin ·                                                  | 477.500  |

### Pyro
| Land/Region                  | Auszeichnungen für Musikverkäufe (Land/Region, Auszeichnung, Verkäufe) | Verkäufe |
| ---------------------------- | ---------------------------------------------------------------------- | -------- |
| Australien (ARIA)            | Gold                                                                   | 35.000   |
| Mexiko (AMPROFON)            | Platin                                                                 | 60.000   |
| Vereinigtes Königreich (BPI) | Gold                                                                   | 400.000  |
| Insgesamt                    | 2× Gold · 1× Platin ·                                                  | 495.000  |

### Supersoaker
| Land/Region                  | Auszeichnungen für Musikverkäufe (Land/Region, Auszeichnung, Verkäufe) | Verkäufe |
| ---------------------------- | ---------------------------------------------------------------------- | -------- |
| Mexiko (AMPROFON)            | Gold                                                                   | 30.000   |
| Vereinigtes Königreich (BPI) | Silber                                                                 | 223.000  |
| Insgesamt                    | 1× Silber · 1× Gold ·                                                  | 253.000  |

### Wait for Me
| Land/Region                  | Auszeichnungen für Musikverkäufe (Land/Region, Auszeichnung, Verkäufe) | Verkäufe |
| ---------------------------- | ---------------------------------------------------------------------- | -------- |
| Mexiko (AMPROFON)            | Gold                                                                   | 30.000   |
| Vereinigtes Königreich (BPI) | Silber                                                                 | 200.000  |
| Insgesamt                    | 1× Silber · 1× Gold ·                                                  | 230.000  |

### Waste a Moment
| Land/Region                  | Auszeichnungen für Musikverkäufe (Land/Region, Auszeichnung, Verkäufe) | Verkäufe |
| ---------------------------- | ---------------------------------------------------------------------- | -------- |
| Mexiko (AMPROFON)            | Gold                                                                   | 30.000   |
| Neuseeland (RMNZ)            | Platin                                                                 | 30.000   |
| Vereinigtes Königreich (BPI) | Platin                                                                 | 600.000  |
| Insgesamt                    | 1× Gold · 2× Platin ·                                                  | 660.000  |

### Walls
| Land/Region                  | Auszeichnungen für Musikverkäufe (Land/Region, Auszeichnung, Verkäufe) | Verkäufe |
| ---------------------------- | ---------------------------------------------------------------------- | -------- |
| Vereinigtes Königreich (BPI) | Silber                                                                 | 200.000  |
| Insgesamt                    | 1× Silber ·                                                            | 200.000  |

### Find Me
| Land/Region                  | Auszeichnungen für Musikverkäufe (Land/Region, Auszeichnung, Verkäufe) | Verkäufe |
| ---------------------------- | ---------------------------------------------------------------------- | -------- |
| Mexiko (AMPROFON)            | Gold                                                                   | 30.000   |
| Vereinigtes Königreich (BPI) | Silber                                                                 | 200.000  |
| Insgesamt                    | 1× Silber · 1× Gold ·                                                  | 230.000  |

## Auszeichnungen nach Liedern

### Closer
| Land/Region                  | Auszeichnungen für Musikverkäufe (Land/Region, Auszeichnung, Verkäufe) | Verkäufe |
| ---------------------------- | ---------------------------------------------------------------------- | -------- |
| Mexiko (AMPROFON)            | Gold                                                                   | 30.000   |
| Neuseeland (RMNZ)            | 2× Platin                                                              | 60.000   |
| Vereinigtes Königreich (BPI) | Platin                                                                 | 600.000  |
| Insgesamt                    | 1× Gold · 3× Platin ·                                                  | 690.000  |

### Be Somebody
| Land/Region                  | Auszeichnungen für Musikverkäufe (Land/Region, Auszeichnung, Verkäufe) | Verkäufe |
| ---------------------------- | ---------------------------------------------------------------------- | -------- |
| Vereinigtes Königreich (BPI) | Silber                                                                 | 200.000  |
| Insgesamt                    | 1× Silber ·                                                            | 200.000  |

## Auszeichnungen nach Videoalben

### Live at the O2 London, England
| Land/Region                  | Auszeichnungen für Musikverkäufe (Land/Region, Auszeichnung, Verkäufe) | Verkäufe |
| ---------------------------- | ---------------------------------------------------------------------- | -------- |
| Australien (ARIA)            | 6× Platin                                                              | 90.000   |
| Irland (IRMA)                | Gold                                                                   | 2.500    |
| Neuseeland (RMNZ)            | Gold                                                                   | 2.500    |
| Vereinigte Staaten (RIAA)    | Gold                                                                   | 50.000   |
| Vereinigtes Königreich (BPI) | Platin                                                                 | 50.000   |
| Insgesamt                    | 3× Gold · 7× Platin ·                                                  | 195.000  |

### Talihina Sky
| Land/Region       | Auszeichnungen für Musikverkäufe (Land/Region, Auszeichnung, Verkäufe) | Verkäufe |
| ----------------- | ---------------------------------------------------------------------- | -------- |
| Australien (ARIA) | Gold                                                                   | 7.500    |
| Insgesamt         | 1× Gold ·                                                              | 7.500    |

## Auszeichnungen nach Musikstreamings

### Sex on Fire
| Land/Region     | Auszeichnungen für Musikverkäufe (Land/Region, Auszeichnung, Verkäufe) | Verkäufe |
| --------------- | ---------------------------------------------------------------------- | -------- |
| Dänemark (IFPI) | Gold                                                                   | 50.000   |
| Insgesamt       | 1× Gold ·                                                              | 50.000   |

### Use Somebody
| Land/Region     | Auszeichnungen für Musikverkäufe (Land/Region, Auszeichnung, Verkäufe) | Verkäufe |
| --------------- | ---------------------------------------------------------------------- | -------- |
| Dänemark (IFPI) | Gold                                                                   | 50.000   |
| Insgesamt       | 1× Gold ·                                                              | 50.000   |

## Statistik und Quellen
| Land/RegionAuszeichnungen für Musikverkäufe (Land/Region, Auszeichnungen, Verkäufe, Quellen) | Silber       | Gold       | Platin         | Diamant  | Verkäufe    | Quellen                                                   |
| -------------------------------------------------------------------------------------------- | ------------ | ---------- | -------------- | -------- | ----------- | --------------------------------------------------------- |
| Australien (ARIA)                                                                            | —            | 6× Gold6   | 49× Platin49   | —        | 3.282.500   | aria.com.au                                               |
| Belgien (BRMA)                                                                               | —            | 3× Gold3   | 3× Platin3     | —        | 135.000     | ultratop.be                                               |
| Dänemark (IFPI)                                                                              | —            | 2× Gold2   | 9× Platin9     | —        | 330.000     | ifpi.dk hitlisten.nu                                      |
| Deutschland (BVMI)                                                                           | —            | 2× Gold2   | 8× Platin8     | —        | 2.500.000   | musikindustrie.de                                         |
| Europa (IFPI)                                                                                | —            | —          | 4× Platin4     | —        | (4.000.000) | ifpi.org (Memento vom 1. Januar 2014 im Internet Archive) |
| Finnland (IFPI)                                                                              | —            | 3× Gold3   | —              | —        | 29.899      | ifpi.fi                                                   |
| Golf-Kooperationsrat (IFPI)                                                                  | —            | —          | Platin1        | —        | 6.000       | ifpi.org                                                  |
| Irland (IRMA)                                                                                | —            | 2× Gold2   | 13× Platin13   | —        | 205.000     | irishcharts.ie                                            |
| Italien (FIMI)                                                                               | —            | 2× Gold2   | Platin1        | —        | 95.000      | fimi.it                                                   |
| Kanada (MC)                                                                                  | —            | Gold1      | 6× Platin6     | —        | 520.000     | musiccanada.com                                           |
| Mexiko (AMPROFON)                                                                            | —            | 9× Gold9   | 7× Platin7     | Diamant1 | 1.010.000   | amprofon.com.mx                                           |
| Neuseeland (RMNZ)                                                                            | —            | 4× Gold4   | 35× Platin35   | —        | 850.000     | radioscope.co.nz NZ2                                      |
| Niederlande (NVPI)                                                                           | —            | Gold1      | Platin1        | —        | 85.000      | nvpi.nl                                                   |
| Österreich (IFPI)                                                                            | —            | 2× Gold2   | 4× Platin4     | —        | 112.500     | ifpi.at                                                   |
| Polen (ZPAV)                                                                                 | —            | Gold1      | 6× Platin6     | —        | 130.000     | olis.pl                                                   |
| Portugal (AFP)                                                                               | —            | 2× Gold2   | 4× Platin4     | —        | 57.500      | Einzelnachweise                                           |
| Schweden (IFPI)                                                                              | —            | 3× Gold3   | —              | —        | 60.000      | sverigetopplistan.se                                      |
| Schweiz (IFPI)                                                                               | —            | 2× Gold2   | —              | —        | 30.000      | hitparade.ch                                              |
| Spanien (Promusicae)                                                                         | —            | Gold1      | 2× Platin2     | —        | 150.000     | elportaldemusica.es                                       |
| Südafrika (RISA)                                                                             | —            | —          | Platin1        | —        | 40.000      | Einzelnachweise                                           |
| Vereinigte Staaten (RIAA)                                                                    | —            | 2× Gold2   | 5× Platin5     | —        | 6.273.000   | riaa.com                                                  |
| Vereinigtes Königreich (BPI)                                                                 | 11× Silber11 | 6× Gold6   | 37× Platin37   | —        | 18.651.000  | bpi.co.uk                                                 |
| Insgesamt                                                                                    | 11× Silber11 | 54× Gold54 | 196× Platin196 | Diamant1 |             |                                                           |